# 楊容蓮
楊容蓮（英語：Pauline Yeung Yung-Lin），人稱「蓮姐」，香港電影業茶水工及服裝管理，特約演員，2018年第37屆香港電影金像獎專業精神獎得主。

## 簡歷
楊容蓮於香港八十年代加入香港電影業工作，初期在片場的服裝部工作，後轉到茶水部，亦曾參與超過三十多齣港片的特約演員。
楊容蓮在接受訪問時稱自己教育水平低，而工作是專門在片場負責一眾幕前幕後的藝人和工作人員劇組的吃喝茶水，在九十年代香港電影業全盛期的時候，在一個片場就要負責10多人的茶水。由於工作瑣碎辛苦，不但要跟著劇組風吹日曬雨淋，功勞還經常被忽略，所以此工作流動率極高，持久地苦幹實在不容易。楊容蓮默默為香港電影幕後工作服務，敬業樂業，工作表現專業，備受電影業內人士敬重，因此獲得第37屆香港電影金像獎專業精神獎，以表揚她為香港電影工業作出專業貢獻。

## 特約演員
所參與電影包括：
- 《求戀期》演舞小姐
- 《算死草》演證人
- 《後備甜心》演清潔阿姐
- 《無間道》演陳永仁和女友May在街上碰見時身旁女兒的保姆
- 《古惑仔之人在江湖》中山雞和林牧師相識一幕中的升降機乘客
- 《古惑仔3之隻手遮天》演街上通知淑芬情況並向牧師求助的街坊
- 《97古惑仔：戰無不勝》演「大天二」與「KK」中式婚禮的大妗姐[2]
- 於2019年，中國電影《轉型團伙》中演繹角色「劇組茶水」

## 榮譽
2018年4月15日晚，楊容蓮在第37屆香港電影金像獎頒獎典禮上獲颁專業精神獎，國際影星成龍特別飛返香港為她站台調整麥克風高度及親自頒獎，並得到全體影藝界人士站立為她喝彩。

## 外部連結
- 第37屆香港電影金像獎提名及得獎名單 （页面存档备份，存于）
- 楊容蓮在香港影庫上的簡介
- 楊容蓮在互联网电影资料库（IMDb）上的資料（英文）
- 杨容莲 Pauline Yeung （页面存档备份，存于）
- Pauline Yeung Yung-Lin 楊容蓮 （页面存档备份，存于）
- 楊容蓮 Pauline Yeung Yung-Lin
- 楊容蓮